# Цугшпитце
Цугшпитце (нем. Zugspitze) — самая высокая точка на территории Германии, высота — 2962 м. Расположена на границе с Австрией, в коммуне Грайнау.

## Альпинизм
Первое зафиксированное восхождение произошло 27 августа 1820 года, однако есть мнения, что пастухи, охотники и контрабандисты могли посещать вершину и ранее.

## Железная дорога и канатные дороги
До вершины туристы могут добраться на специально приспособленном поезде (нем. Zahnradbahn) Баварского Цугшпитцбана (линия построена в 1928—1930 годах, протяжённость 19,5 километров, продолжительность поездки — около полутора часов), со стороны города Гармиш-Партенкирхен. Также на вершину ведут две канатные дороги — Тирольский Цугшпицбан (запущена в 1926; стартовая площадка — рядом с австрийским городком Эрвальд) и запущенная в 2017 году линия Зейльбан Цугшпитце (стартовая площадка — на берегу озера Айбзее, расположенного в 9 км к юго-западу от Гармиша). Продолжительность поездки на обеих канатных дорогах — около 10 минут (в одну сторону).